# Malmö Östra sjukhus

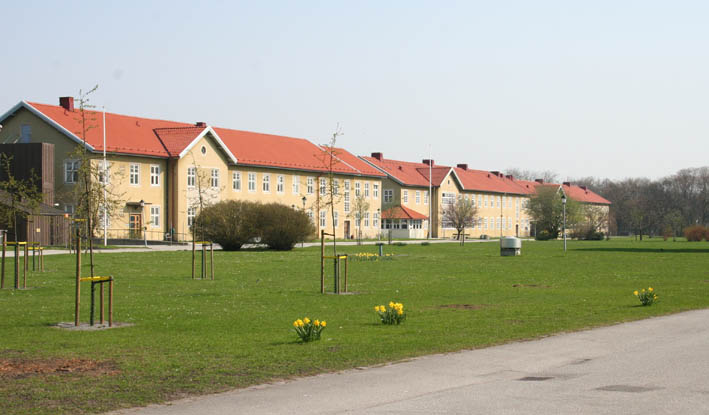
Före detta vårdpaviljonger vid Östra sjukhuset. Numera är några av dessa förskolor. Vid andra sidan gatan finns det ytterligare några före detta vårdpaviljonger.

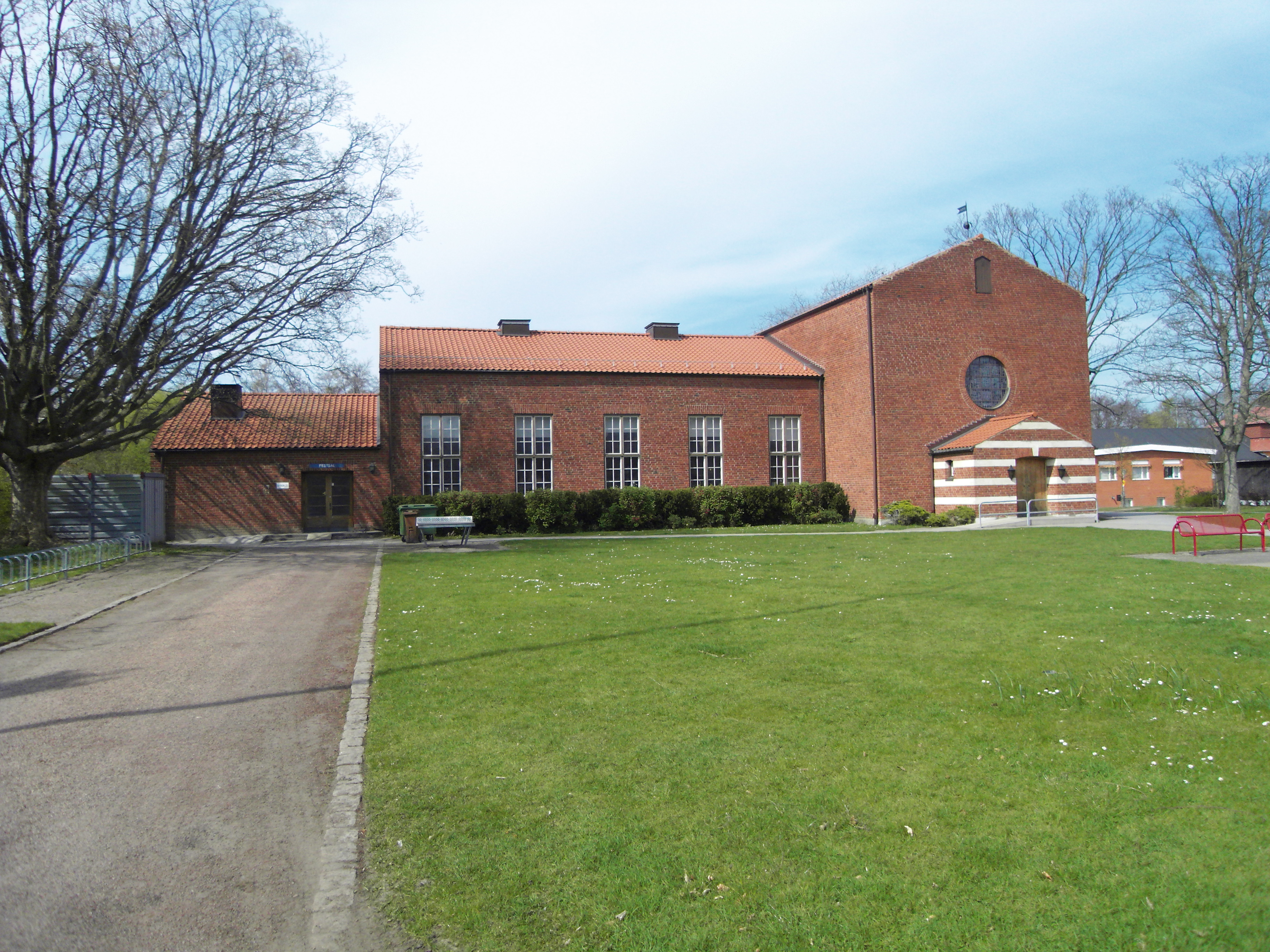
Före detta sjukhuskyrkan vid Östra sjukhuset. Nuförtiden används den som matsal.

Malmö Östra sjukhus eller Östra sjukhuset var mellan åren 1935 och 1995 Malmö stads mentalsjukhus. Sjukhuset byggdes med till en början åtta vårdpaviljonger och hade när det öppnades 512 platser. Idag har byggnadskomplexet bland annat förskolor och bostäder. Hela området utvecklas sedan cirka 2015 till bostadsområdet Sege park och ligger i stadsdelen Kirseberg.

## Historik
Östra sjukhuset byggdes av svenska staten och stod klart 1935. Vid invigningen hade sjukhuset 512 vårdplatser vilka omedelbart fylldes med i Malmö bosatta patienter som tidigare vårdats i Lund, Helsingborg och på andra sjukhus i staden. I början av 1960-talet hade antalet vårdplatser ökat till 676 och fortfarande rådde stor platsbrist då allt fler patienter med demensrelaterade sjukdomar behövde vård. År 1967 överfördes huvudmannaskapet för sjukhuset från staten till Malmö stad. Sjukhuset byggdes ut successivt under 1970-talet och hade som mest 800 vårdplatser. 1974 inrättades på Östra sjukhusets område en långvårdsklinik bestående av fem avdelningar, 25 till 28 och 30. För långvårdsavdelningen disponerades 225 vårdplatser. Avdelning 26 och 27 hade vardera 50 platser. Avdelning 25, som var en intagningsavdelning, hade 25 vårdplatser. I början av 1990-talet påbörjades avvecklingen av sjukhuset, som stängdes helt under hösten 1995.

## Byggnaderna
Byggnaderna uppfördes under en tid då synen på sinnessjukdom höll på att förändras och Östra sjukhuset speglar väl den nya vårdfilosofi som höll på att bli förhärskande. Tidigare hade omhändertagandet av mentalsjuka närmast haft karaktär av straff. Den nya inriktningen handlade om olika slag av omvårdnad och terapi. Byggnaderna fick ett enkelt och sakligt utförande, flertalet i ljusgul puts, utan monumentalitet och auktoritära uttryck. Byggnaderna placerades friliggande och glest i en delvis stram och delvis organisk formad parkmiljö. Planen för sjukhusområdet och de första byggnaderna ritades av den då unge arkitekten Carl-Axel Stoltz, sedermera stadsarkitekt i Malmö. Stoltz samarbetade nära med överläkaren Ruben Holmström som med stort engagemang deltog i sjukhusets utformning.
I början av 1970-talet kompletterades den södra delen av sjukhusområdet med två större byggnader för långvård.

### Sjukhuskyrkan
Sjukhuskyrkan, S:t Franciskus kyrka, även den ritad av Carl-Axel Stoltz, är en före detta sjukhuskyrka (tillhörande dåvarande Kirsebergs församling, Svenska kyrkan). Kyrkorummet har två glasmålningar i högbränt och blyinfattat glas av konstnären Randi Fisher. I sjukhuskyrkan finns det konstverk av Sigurd Berggren, såsom "Kyrkängel" och "Friis Solen". I sjukhuskyrkan fanns det även en altartavla. Byggnaden är i dag avsakraliserad och används numera som klassrum för musikundervisning, flygeln är nu matsal.

## Morden på Malmö Östra sjukhus
Från oktober 1978 till januari 1979 pågick ett av de värsta seriemorden i svensk historia, då det avslöjades att en 18-årig beredskapsarbetare tagit livet av patienter genom att ge dem saft blandad med det starkt frätande och mycket koncentrerade rengöringsmedlet Gevisol. När väl vårdbiträdets framfart avslöjades erkände han ganska omgående 27 mord och 15 mordförsök, varav han senare fälldes för 16 mord och 11 mordförsök. Detta skedde på avdelning 26, det vill säga den numera nerlagda långvårdsavdelningen. Anledningen var att befria patienterna från deras lidande. Gärningsmannen dömdes i augusti 1979 till sluten psykiatrisk vård.

## Området idag
Flera av byggnaderna på området står idag tomma. En del används för skolverksamhet, som förskolor, grundskola och studentbostäder. Området benämns idag Sege Park och  håller på att omvandlas till en stadsdel med nya bostäder.